# Tom Thomson
Tom Thomson, né le 5 août 1877 à Claremont, en Ontario, et décédé le 8 juillet 1917 au lac Canoe dans le parc provincial ontarien Algonquin, est un peintre canadien. Sans en faire partie, il est reconnu pour avoir influencé le groupe de peintres canadiens qui sera connu, après la mort de Thomson, sous le nom du Groupe des sept. Parfois considéré à tort comme un membre du groupe fondé en 1920, Thomson est mort en 1917 dans des circonstances demeurées inexpliquées.

## Biographie
Né à Claremont, il passe son enfance et son adolescence à Leith, petite localité du Sud-Ouest ontarien, près de Owen Sound.

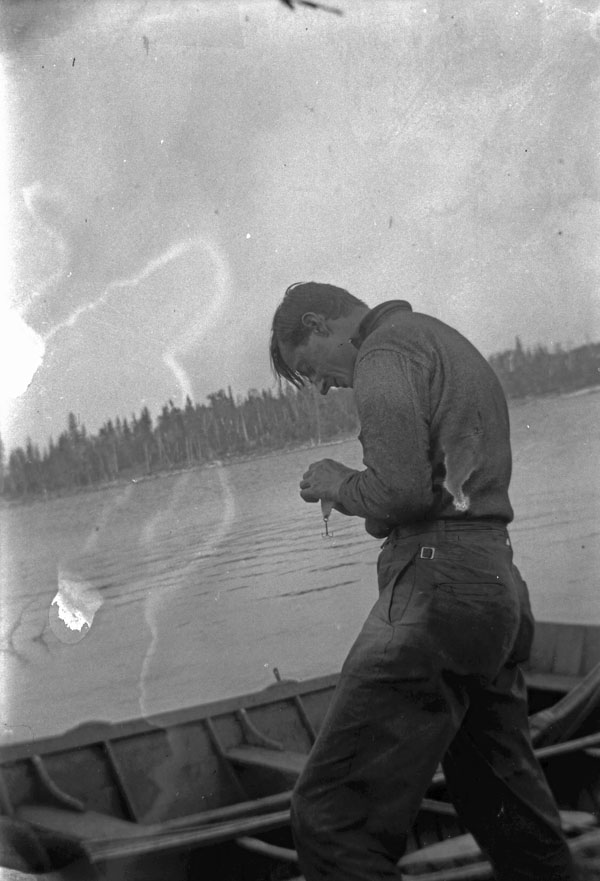
Tom Thomson à la pêche au parc provincial Algonquin entre 1914 et 1916.

En 1899, il est apprenti dans un atelier d'usinage d'une fonderie de fer appartenant à William Kennedy, un ami proche de son père. Congédié par un contremaître qui se plaint de sa lenteur dans l'exécution de ses tâches, il se porte volontaire pour combattre pendant la seconde guerre des Boers, mais sa candidature est rejetée en raison de son fragile état de santé[réf. nécessaire].
En 1901, il s'inscrit dans une école de commerce à Chatham, en Ontario, mais abandonne ses études huit mois plus tard pour rejoindre son frère aîné, George Thomson, qui tient une école de commerce à Seattle, aux États-Unis. Là, il rencontre la jeune Alice Elinor Lambert avec qui il connaît un bref amour d'été. 
En 1904, il est de retour au Canada, et a peut-être étudié pendant un an avec le peintre William Cruikshank de 1905 à 1906. À partir de 1905, il travaille comme dessinateur-graveur à Toronto. En 1906, il commence à peindre à l’huile. L’année suivante, il est engagé par la firme de design Grip Engraving de Toronto, où travaillent déjà J. E. H. MacDonald, Arthur Lismer et Frank Johnston, futurs membres du Groupe des sept avec qui il se lie d'amitié. Il partage bientôt un atelier au Studio Building avec A. Y. Jackson et Franklin Carmichael. 

En 1912, il visite pour la première fois le parc provincial Algonquin. Il fait également la rencontre la même année de son principal mécène, un physicien, le Dr James MacCallum (en) qui le fit passer de graphiste à  artiste-peintre. Dès lors, il fait souvent avec ses amis peintres de longs voyages dans les contrées sauvages de l'Ontario, et la nature devient ainsi sa principale source d'inspiration. Il décide aussi de devenir un artiste à plein temps. Sa première exposition se tient à l'Ontario Society of Artists en 1913, organisme dont il devient membre en 1914, année où le Musée des beaux-arts du Canada lui achète un premier tableau. 
Au déclenchement de la Première Guerre mondiale, il veut s'enrôler dans le corps expéditionnaire canadien, mais sa candidature est de nouveau écartée en raison de son mauvais état de santé. En 1914, il devient donc garde forestier, pompier préposé à la lutte contre les feux de forêt et guide du parc provincial Algonquin. Au cours des trois années suivantes, il peint la plupart de ses œuvres les plus célèbres, notamment Northern River, The Jack Pine et The West Wind. Son travail reflète les influences conjuguées de l'Art nouveau, du mouvement Arts & Crafts et du postimpressionnisme, ainsi que du travail de ses amis artistes et de la peinture contemporaine scandinave, tel qu'il est présenté en 1913 à l'Exposition de Buffalo par Lawren Harris et J. E. H. MacDonald deux membres du Groupe des sept. Utilisant des couleurs pures en empâtements, il cherche à traduire la densité et la rudesse de la forêt. La critique jugera sa facture lourde, ses paysages bizarres et ses couleurs affreuses. Son intérêt pour le paysage va à l'encontre des sujets en vogue, mais aura une influence sur ses amis peintres qui créeront trois ans après sa mort le Groupe des sept.
En juillet 1917, il meurt dans un accident de canotage, dont les causes n'ont jamais été éclaircies.  
Sa carrière d’artiste aura duré cinq ans, mais son art demeure une étape déterminante dans l’évolution de la peinture canadienne. Il laisse des visions fulgurantes de la nature sauvage de l'Ontario qui sont devenues de véritables icônes du paysage canadien.

## Œuvre picturale
Réalisée sur 10 ans, elle se divise en : 
- Plus de 400 pochades peintes sur le motif à l'huile sur petits panneaux de carton ou de bois de souvent 8,5 × 10,5 pouces[5],[6] :
  - Mose at Nignt, Tamarak, Cedars and Pines, The Tent, Wild Geese, Snow in October, etc. ; certaines verticales : Pink Birches, Pines at sunset, Mocassin flower, Feuillage d'automne (en anglais Autumn Foliage), etc.

- une cinquantaine de grandes toiles à l'huile sur châssis entoilés : 
  - Débâcle, 72 × 102,3 cm
  - The Jack Pine, 127,9 × 139,8 cm, musée des beaux-arts du Canada, Ottawa
  - Dans le Nord (en anglais Blue Lake, In the Northland), 101,7 × 114,5 cm
  - The Drive, 120 × 137,5 cm
  - The West Wind, 120,7 × 137,9 cm, Musée des beaux-arts de l'Ontario, Toronto
  - Autumn's Garland, 122,5 × 132,2 cm, musée des beaux-arts du Canada, Ottawa
  - The Fischerman, 51,1 × 56,9 cm, Edmonton Art Gallery
  - Northern River, 111,8 × 101,6 cm, musée des beaux-arts du Canada, Ottawa
  - Spring Ice (en français Débâcle), 72 × 102,3 cm, (1916) musée des beaux-arts du Canada, Ottawa

- quelques œuvres intermédiaires :
  - Terre inondée, huile sur papier, 17,5 × 21,5 cm, musée des beaux-arts de l'Ontario, Toronto..

Pochades
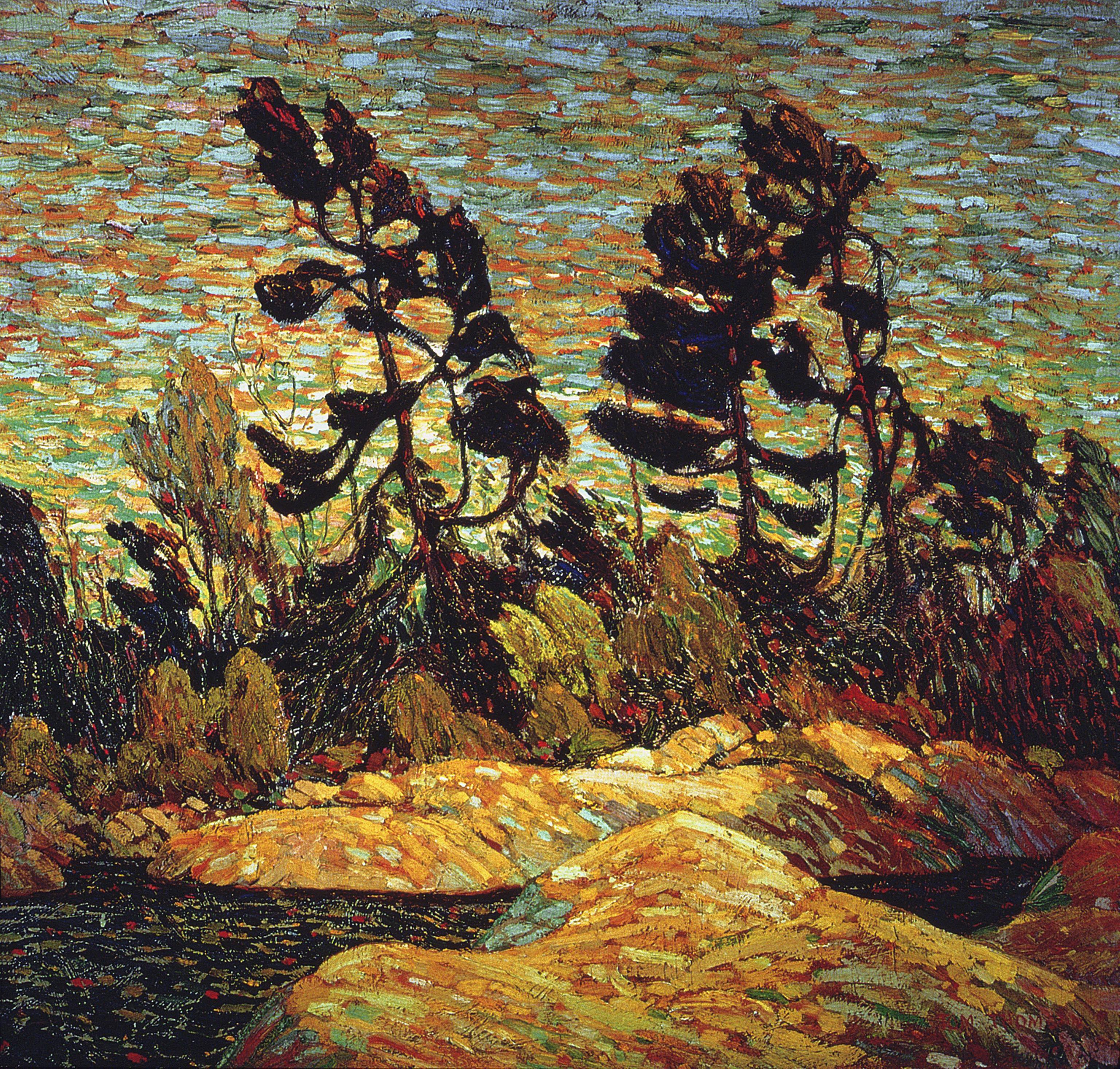
Summer Shore, Georgian Bay (1914-1915) McMichael Canadian Art Collection, Kleinburg, Ontario
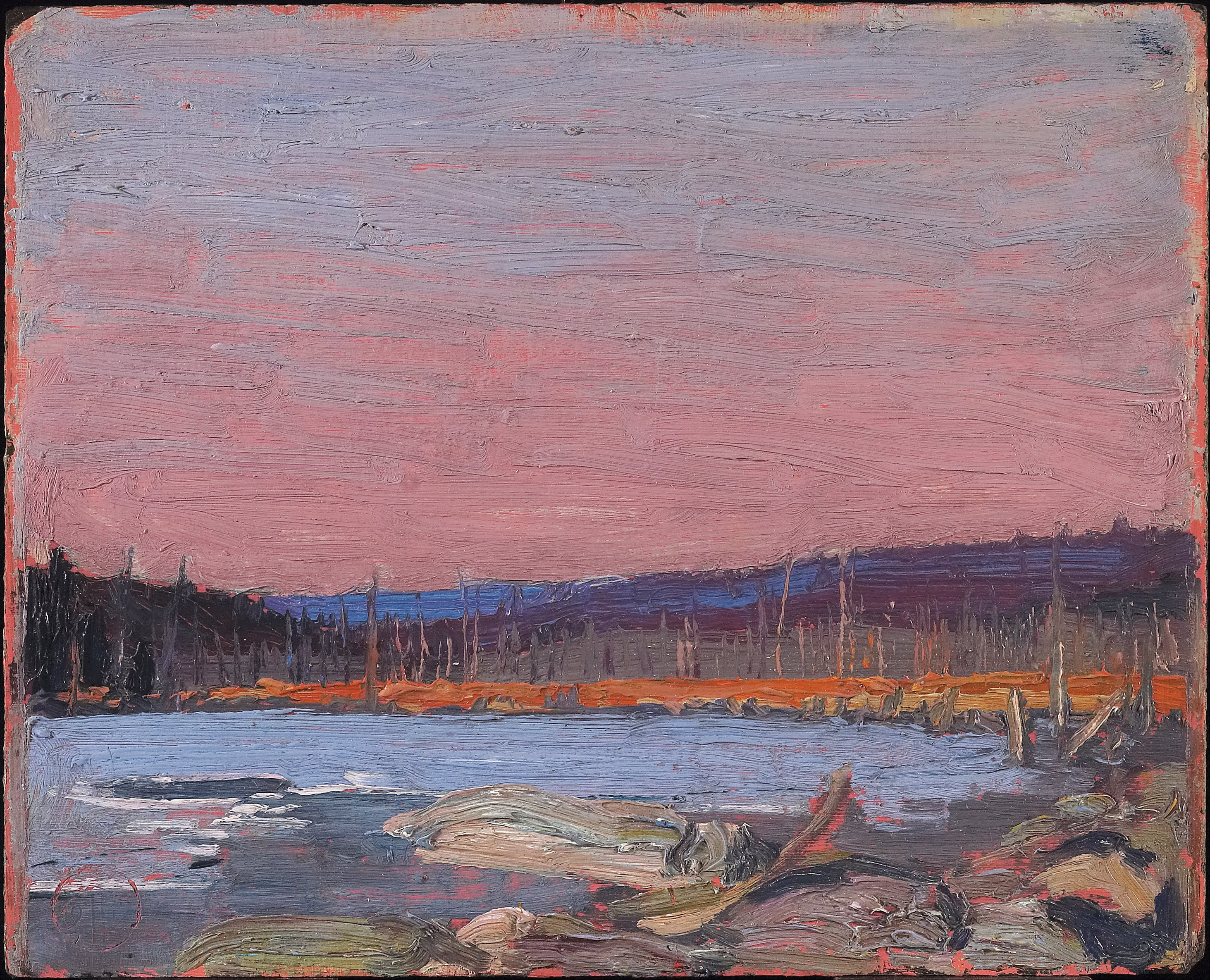
A Northern Lake (1913-1914) musée des beaux-arts de l'Ontario, Toronto
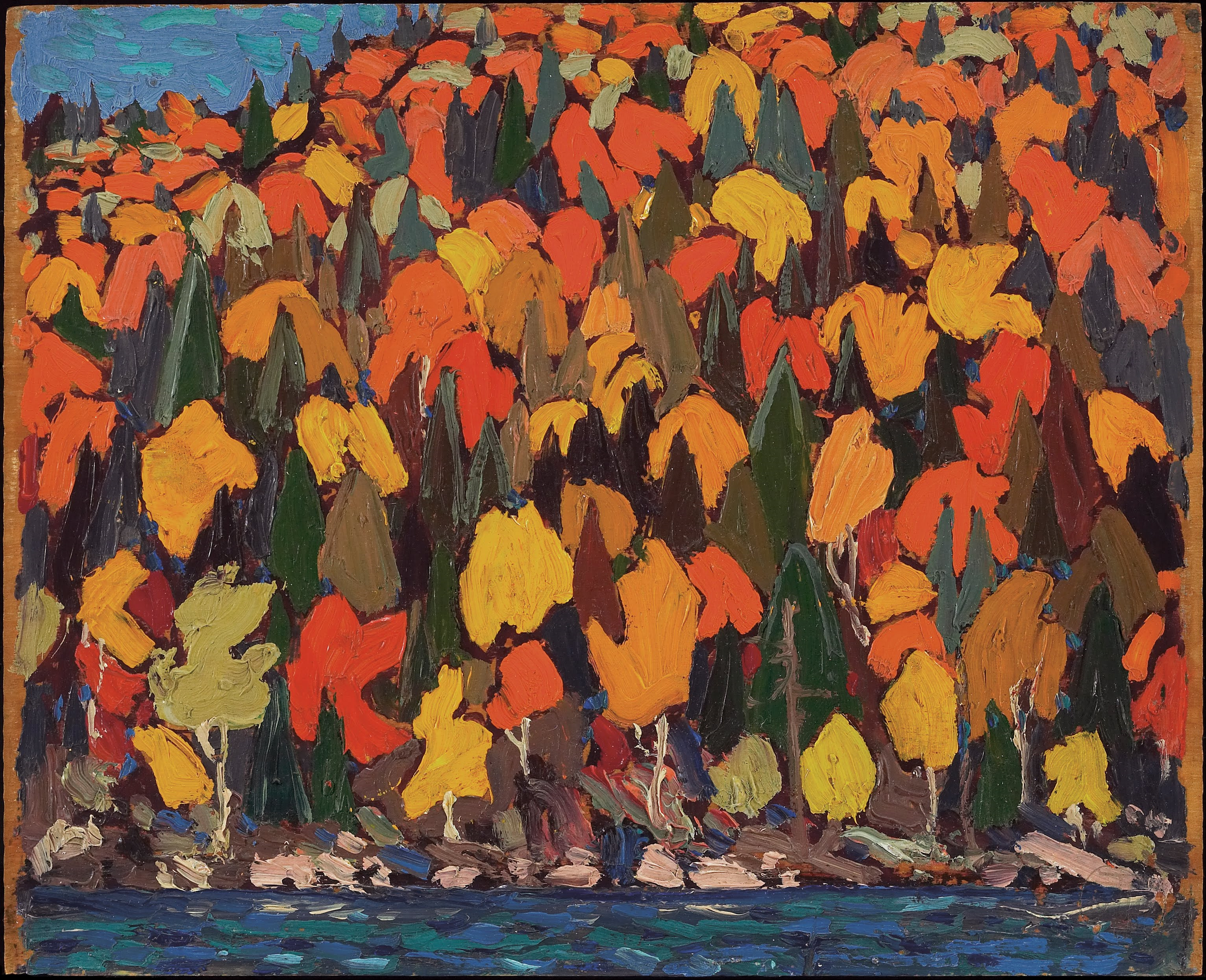
Autumn Foliage (1915) Musée des beaux-arts de l'Ontario, Toronto
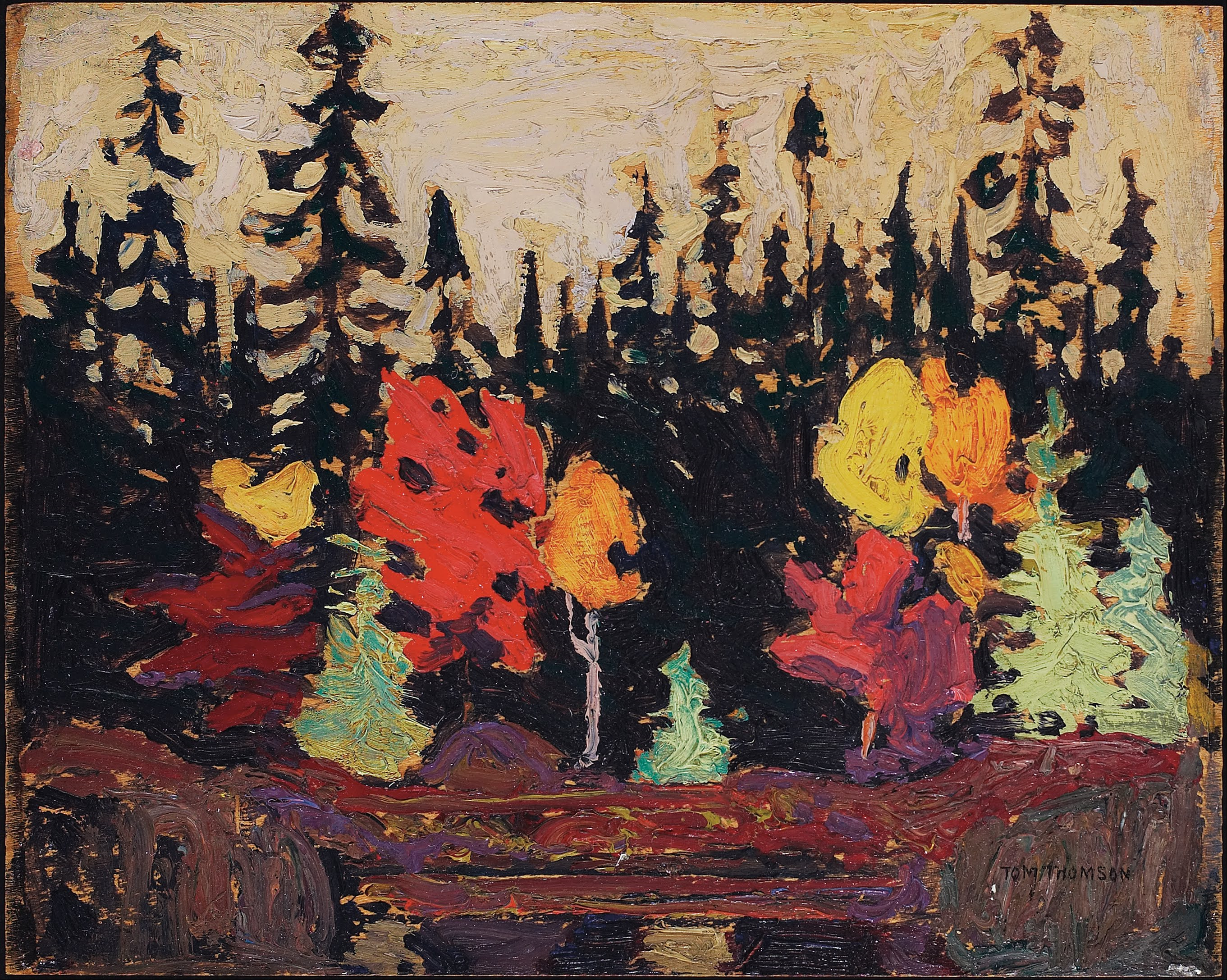
Black Spruce and Maple (1915) Musée des beaux-arts de l'Ontario, Toronto
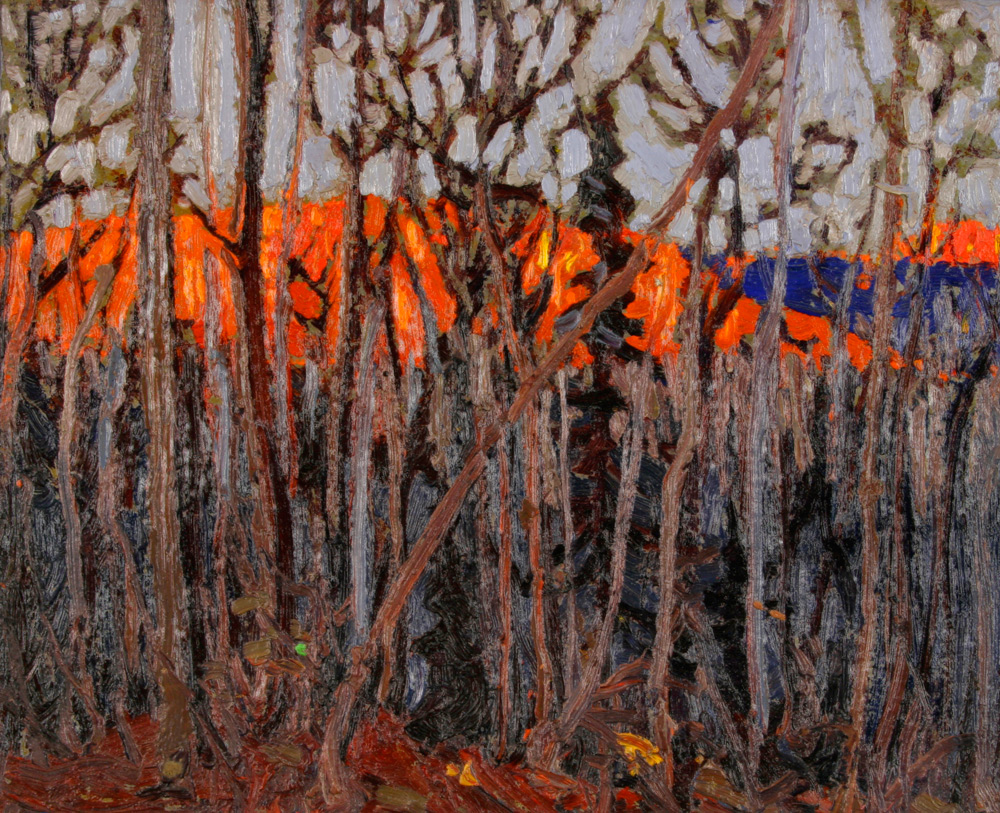
Algonquin Park (1915) Tom Thomson Memorial Art Gallery, Owen Sound

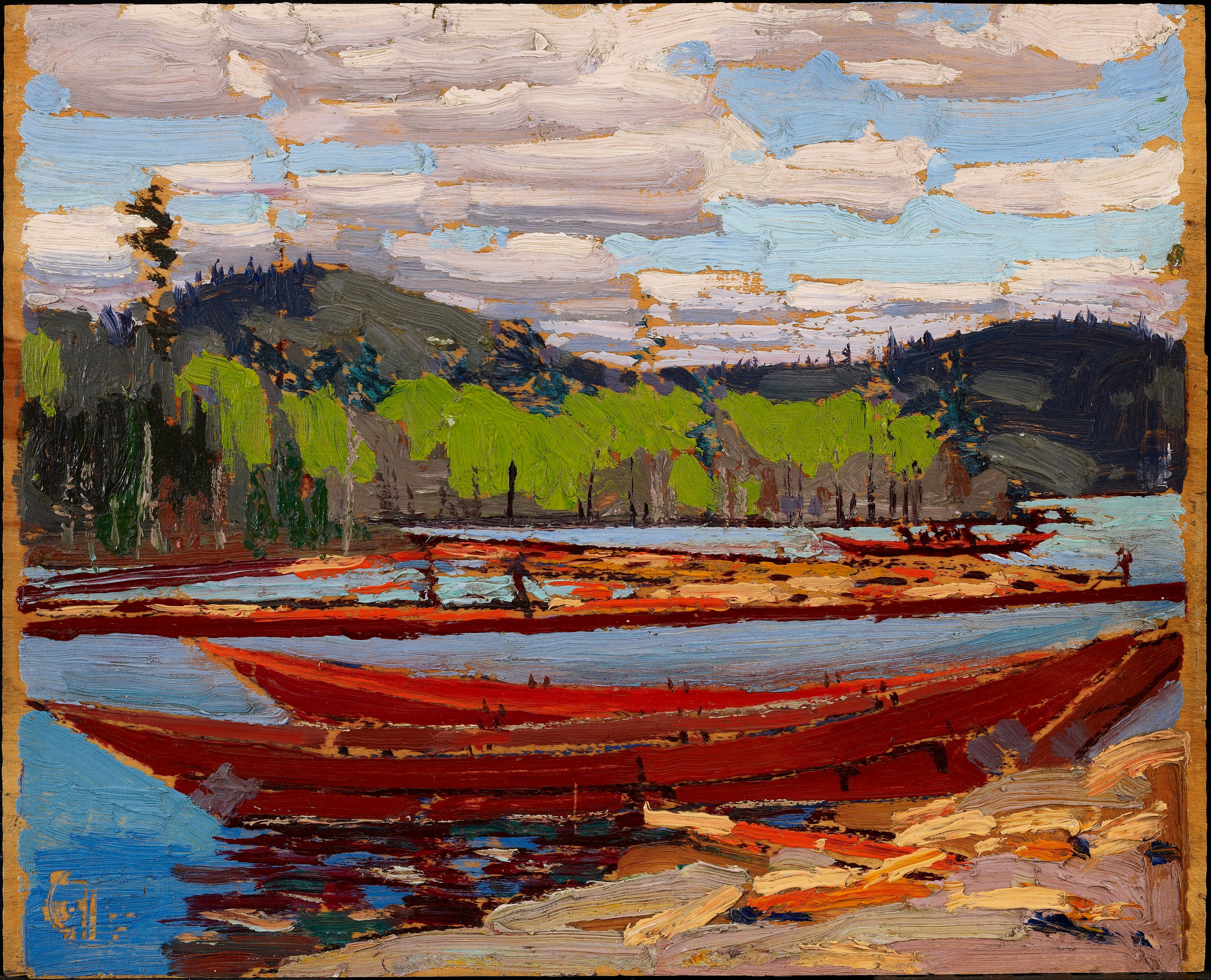
Boats (1916) Musée des beaux-arts de l'Ontario, Toronto
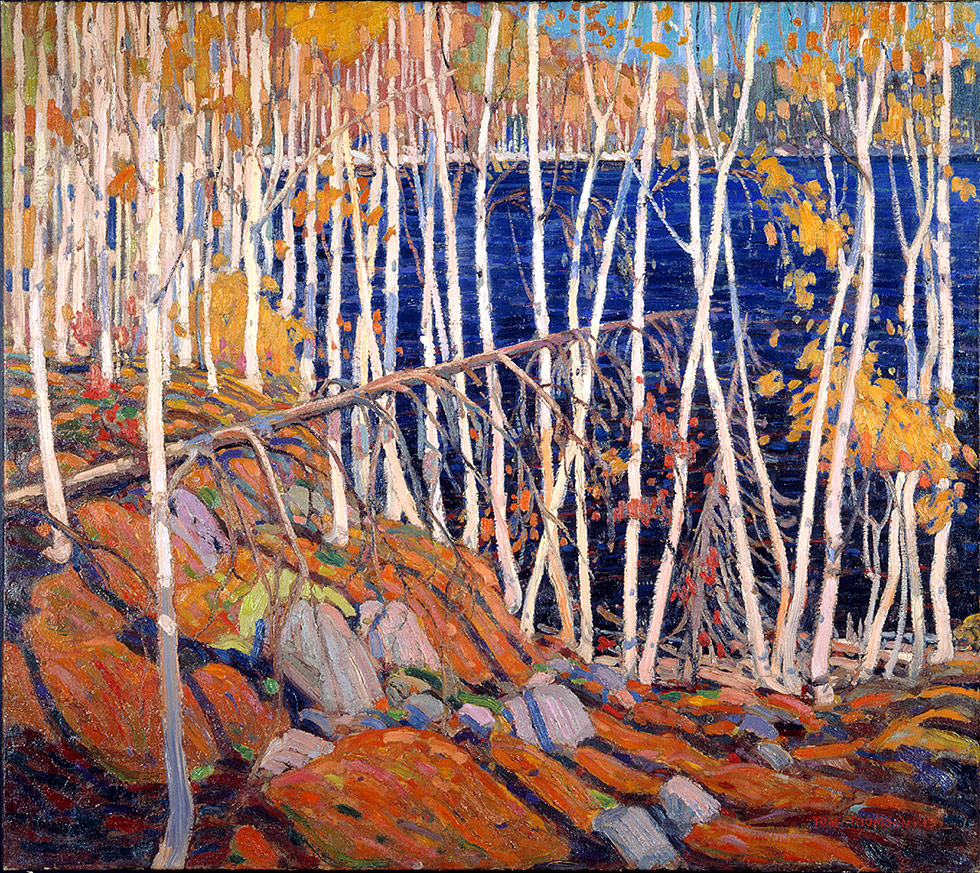
In the Northland (1915), musée des beaux-arts du Canada, Ottawa
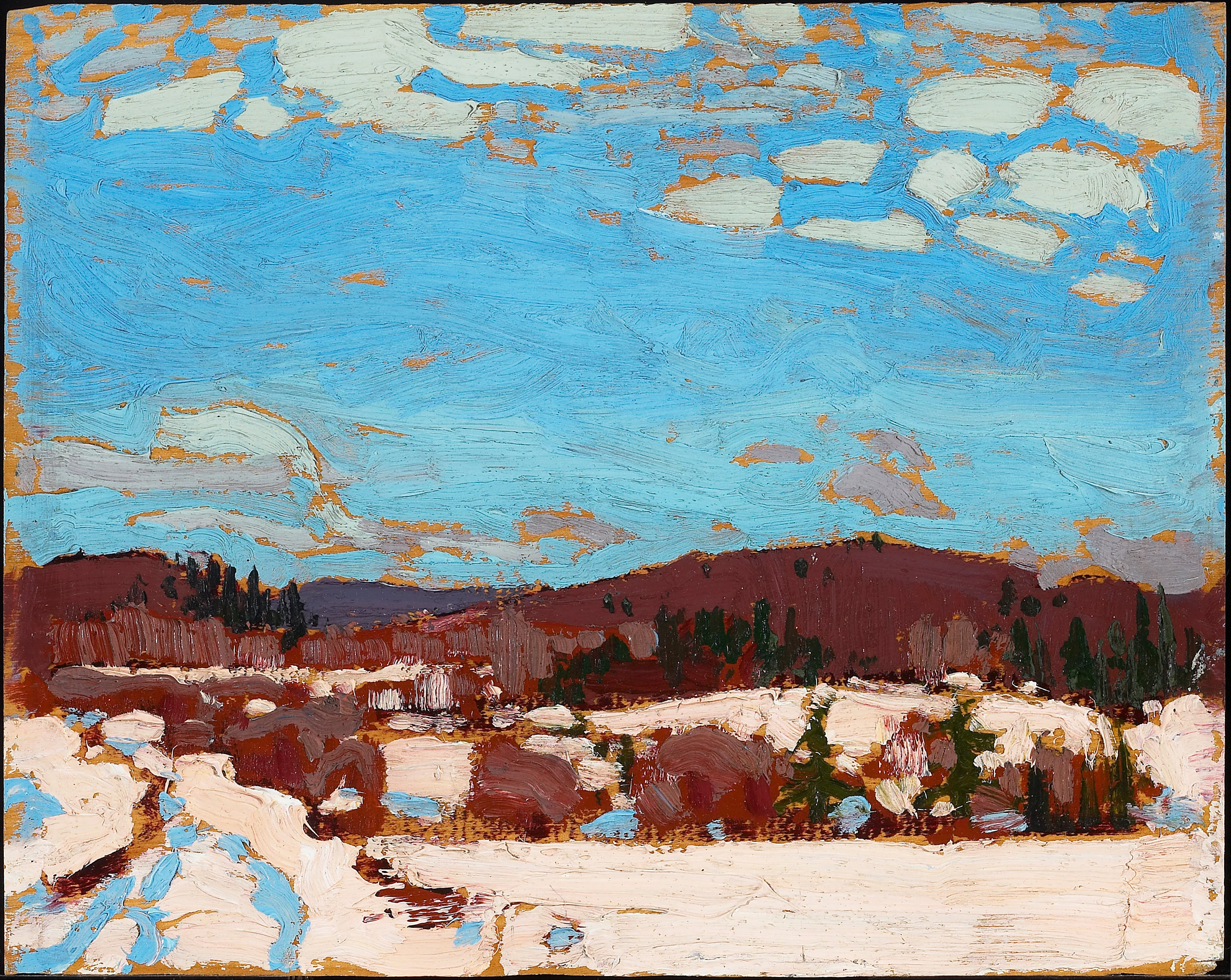
Early Spring (1917) Musée des beaux-arts de l'Ontario, Toronto
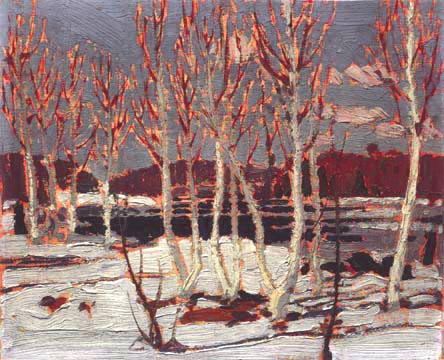
April in Algonquin Park (1917) Tom Thomson Memorial Art Gallery, Owen Sound
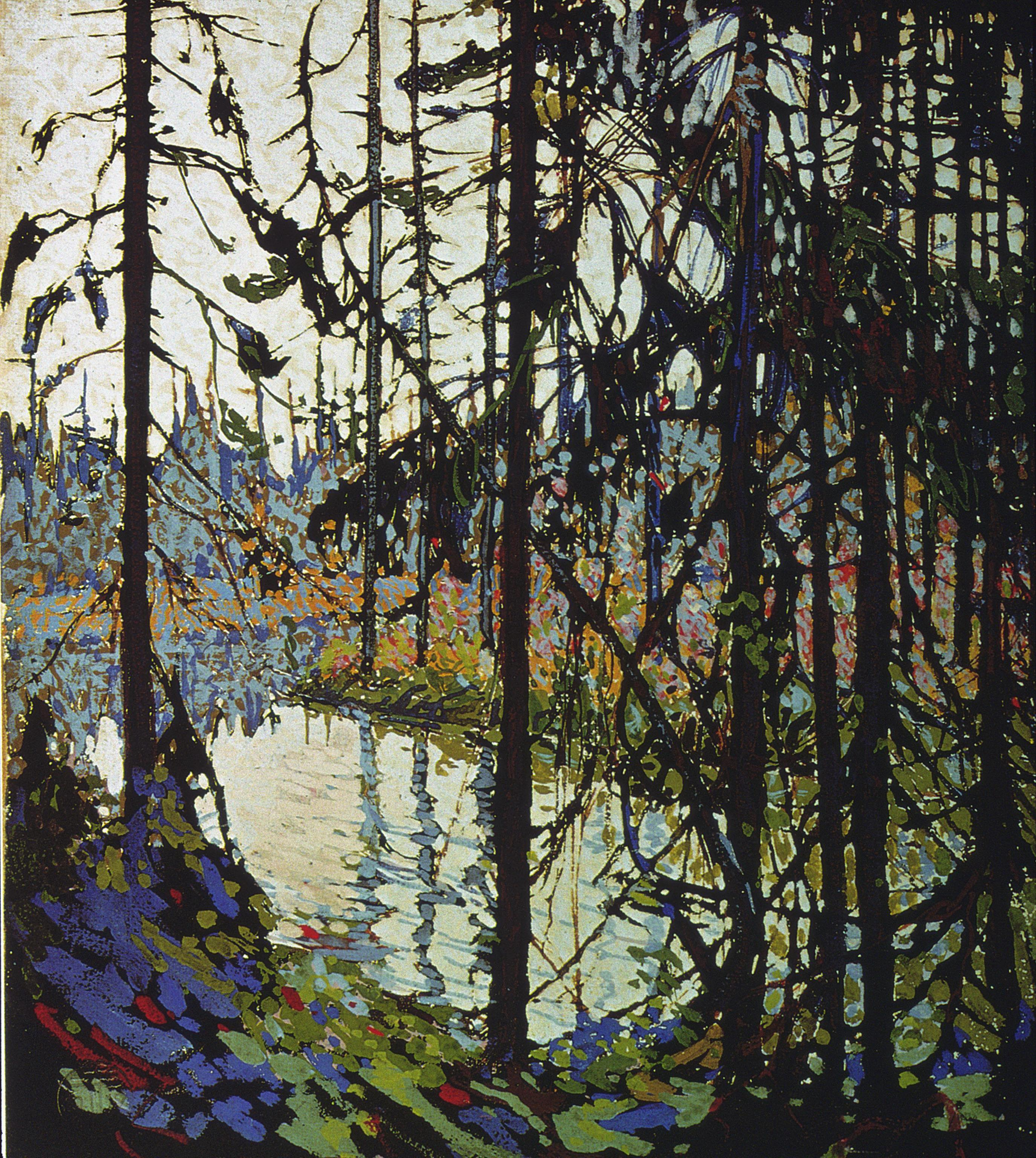
Northern River,
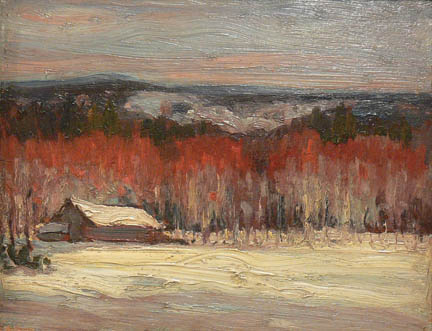
Algonquin Park

Grands formats
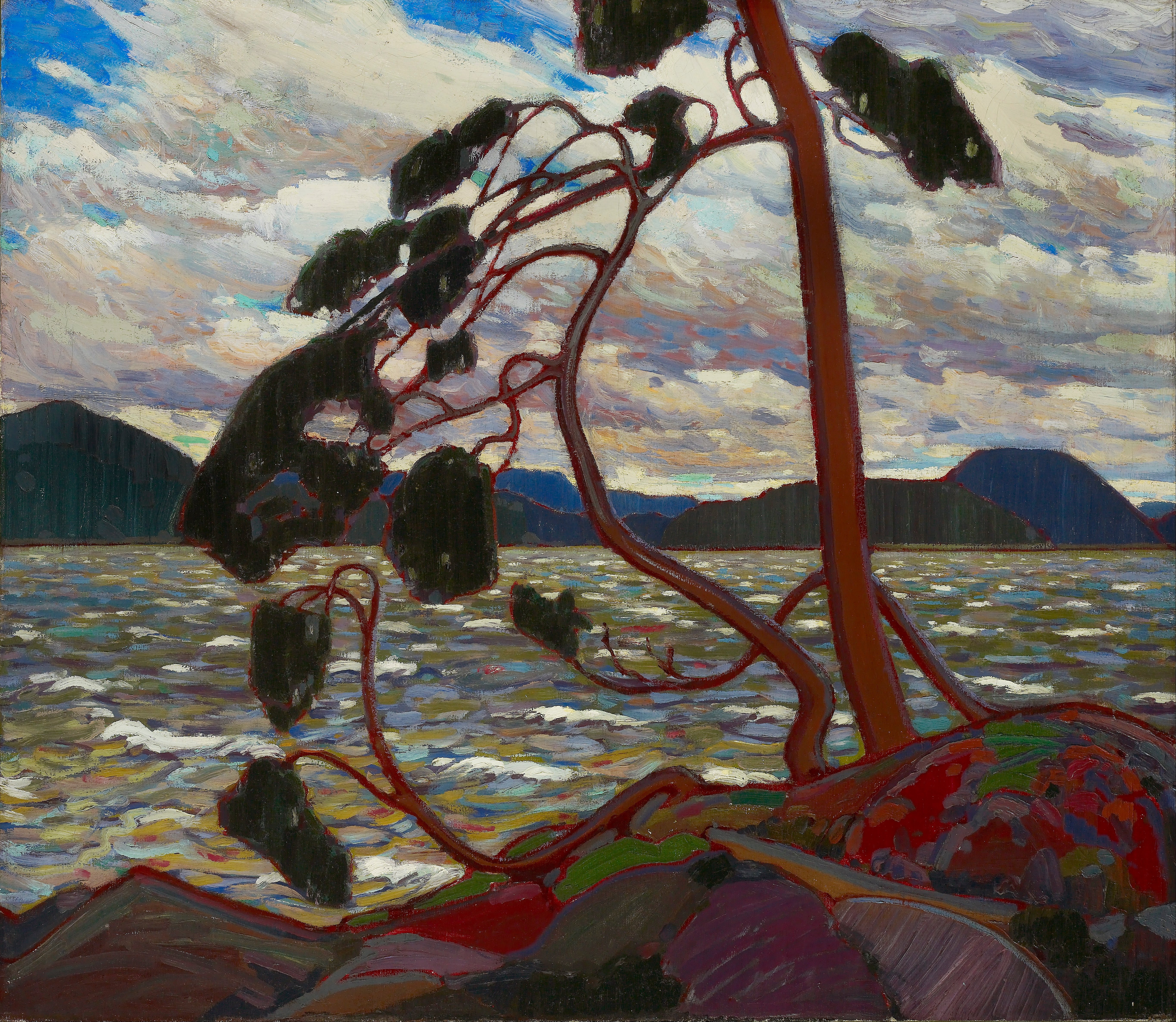
The West Wind (1916-1917) Musée des beaux-arts de l'Ontario, Toronto
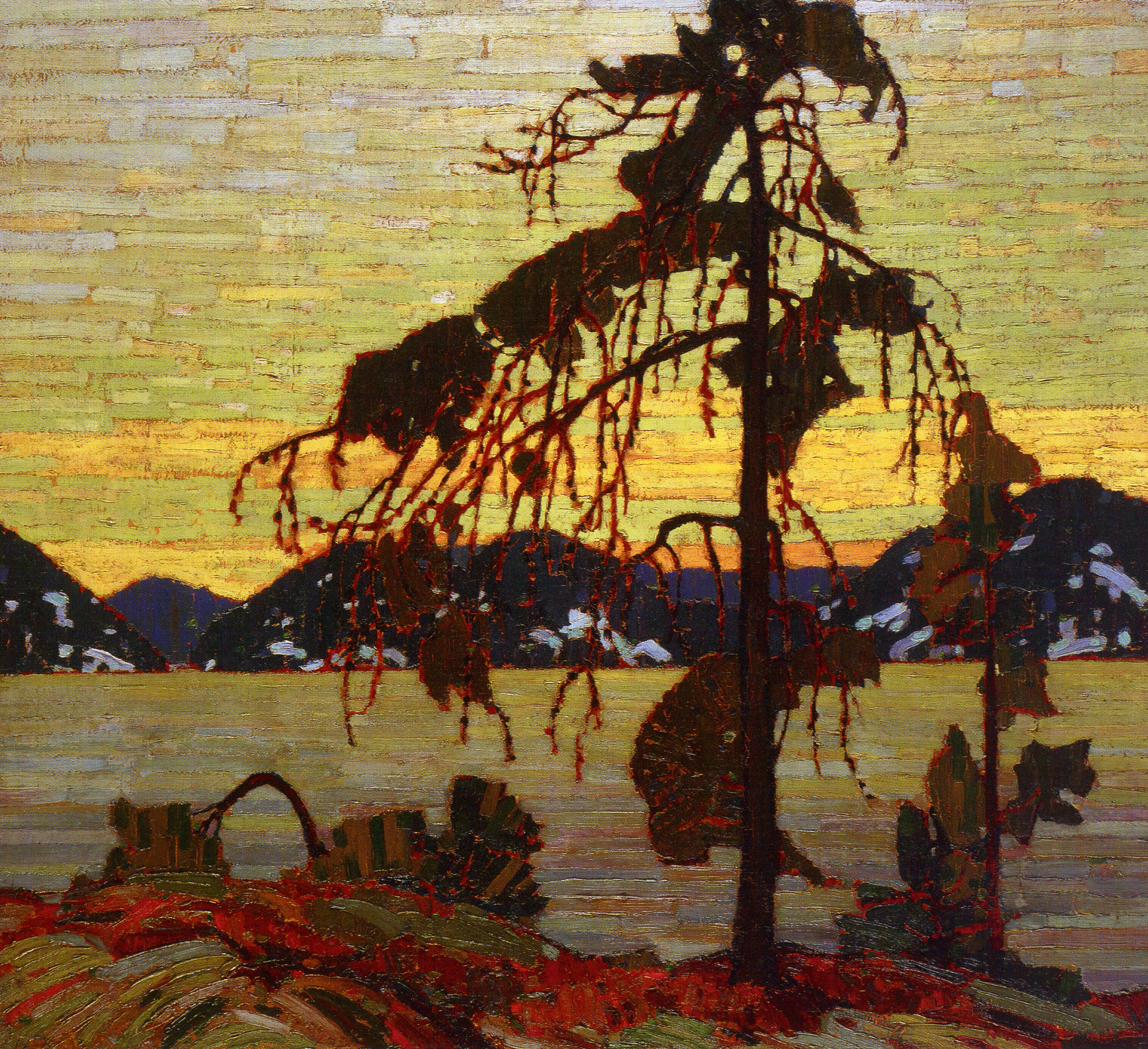
The Jack Pine (1916-1917) musée des beaux-arts du Canada, Ottawa
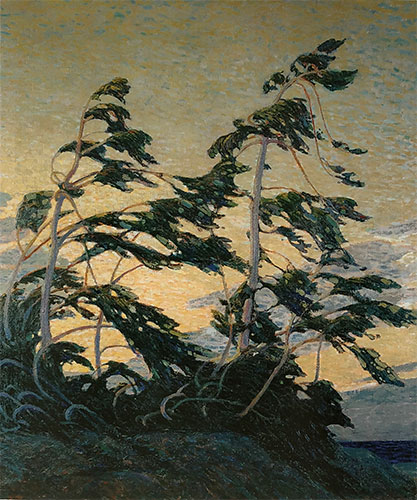
Pine Island
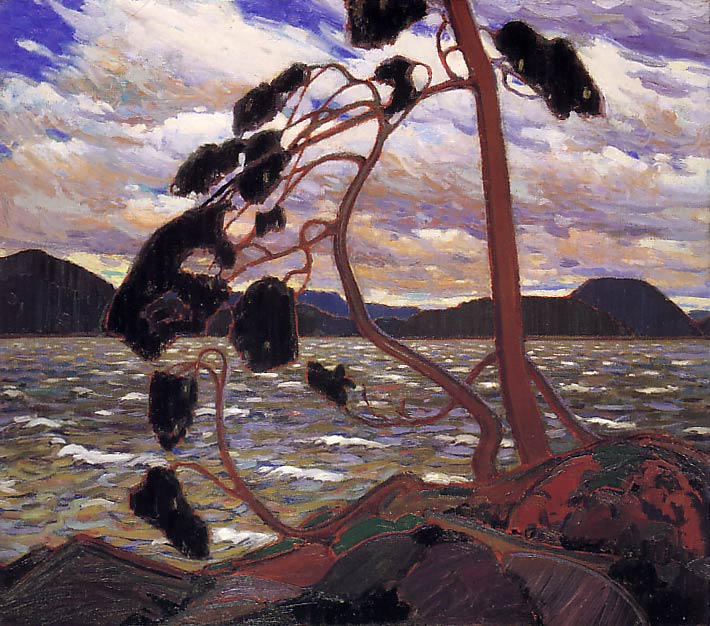
West Wind
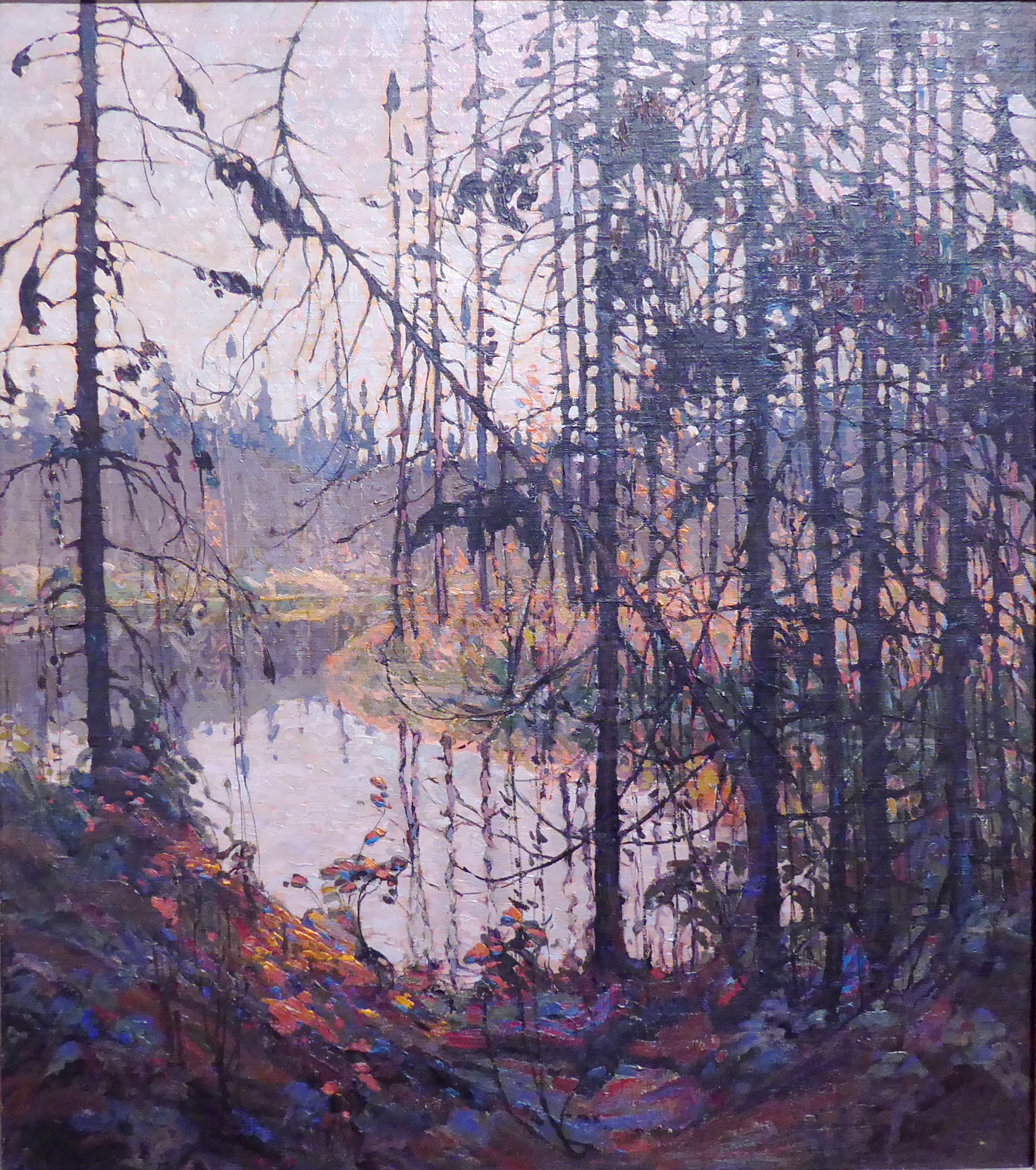
Northern River, musée des beaux-arts du Canada, Ottawa
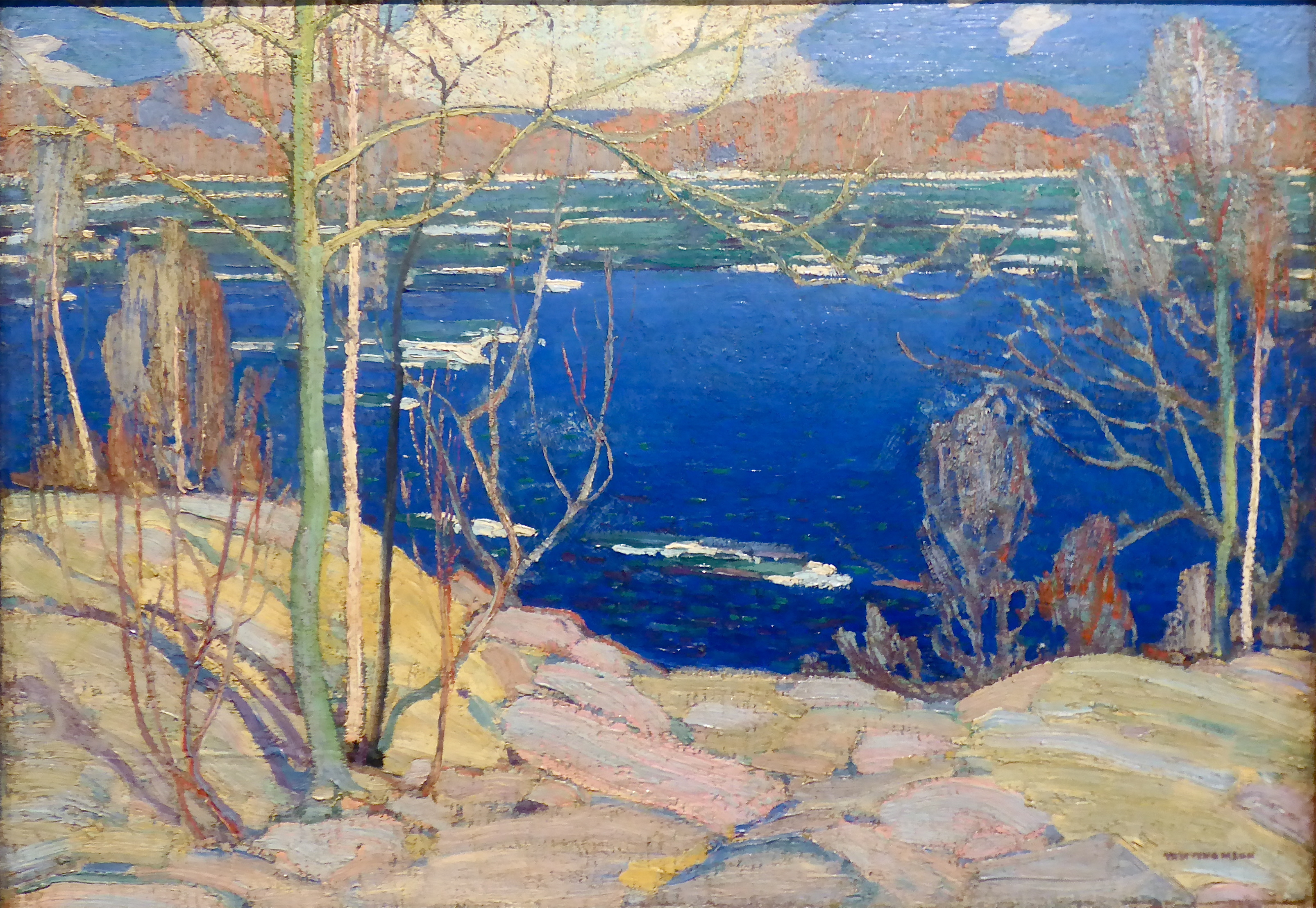
Débâcle (1916), MBAC

## Sources bibliographiques
- Howland, Dr G. W., Copie de la déclaration sous serment du Dr G.W. Howland faite le 17 juillet 1917. Portrait d'une Tragédie : la mort de Tom Thomson, sur le site les Grands Mystères de l'histoire canadienne.
- Blodwen Davies, A Study of Tom Thomson: The Story of a Man Who Looked for Beauty and for Truth in the Wilderness (1935)
- Klages, Gregory, The Many Deaths of Tom Thomson, Archival Narratives for Canada: Re-telling Stories In A Changing Landscape, Blackpoint, NS: Fernwood Press, 2011, p. 274-297.
- Murray, Joan, Masterpieces : Tom Thomson and the Group of Seven. Toronto, ON: Prospero Books, [2004], c1994.
- Anne Newland, The Group of Seven and Tom Thomson: An Introduction, Firefly Books, 1995
- David P. Silcox, Tom Thomson: An Introduction to His Life and Art, Firefly Books, 2002
- (fr) Catalogue de l'exposition de 2002, Tom Thomson par Charles C. Hill et  Dennis Reid, Musée des beaux-arts du Canada, Éditions Du Trécarré, 386 pages  (ISBN 2895680280).